# 3-羟基-2,2-二甲基丙醛
3-羟基-2,2-二甲基丙醛是一种有机化合物，化学式为C5H10O2。它可由2-甲基丙醛和甲醛在碳酸钾存在下反应制得。它和三氯氧磷在二甲基甲酰胺中反应，可以得到3-氯-2,2-二甲基丙醛。